# Buchkogel (Plabutsch)
Der Buchkogel (zur Unterscheidung vom Wildoner Buchkogel auch Grazer Buchkogel genannt) ist ein 656 m ü. A. hoher Hügel im österreichischen Bundesland Steiermark. Die Erhebung befindet sich im Westen der Landeshauptstadt Graz und bildet mit dem nördlich folgendem Plabutsch ein beliebtes Naherholungsgebiet. Teile des verkarsteten, von Mischwäldern bedeckten Berges wurden bereits in der Kupfersteinzeit besiedelt und dienten im Mittelalter sowie während des Zweiten Weltkriegs dem Abbau von in Klüften eingeschlossenen Brauneisensteinen. Auf dem Gipfel steht die historische Kronprinz-Rudolf-Warte. Der Name Buchkogel rührt entweder von einer abgekommenen Burg (althochdeutsch purch) oder vom Buchenbestand her. Plabutsch und Buchkogel werden vom Plabutschtunnel der Autobahn A9 durchfahren.

## Geographie

### Lage und Umgebung
Der Buchkogel erhebt sich am westlichen Stadtrand im Grazer Stadtbezirk Straßgang. Er bildet zusammen mit dem Plabutsch den Plabutsch-Buchkogel-Zug, der das nördliche Grazer Feld im Westen begrenzt. Nach Norden verläuft der bewaldete Kamm über den Buchkogelsattel weiter zum Kirchlein St. Johann und Paul, nach Süden zu Bockkogel und Florianiberg. Am Südosthang liegen ein Lüftungsturm des Plabutschtunnels und darunter, auf einem gegen Osten vorspringenden Sporn, Schloss und Kirche St. Martin. Die Süd- und Südosthänge am Kehlberg sind ein altes Weinbaugebiet, das seit den 2010er Jahren teilweise wieder kultiviert wird. Der Buchkogel ist Teil des Landschaftsschutzgebiets Westliches Berg- und Hügelland von Graz (LSG-39).

### Geologie und Geomorphologie
Der Buchkogel besteht im Wesentlichen – wie der Rest des Hügelkamms – aus mitteldevonischen Kalken (überwiegend Kanzelkalk) und Dolomiten, die der Rannach-Fazies innerhalb des Grazer Paläozoikums angehören. Darunter liegen unter anderem Dolomitsandsteine, Diabastuffe und die Barrandei-Schichten, eine Folge fossilreicher Bankkalke. Eine Besonderheit am Buchkogel-Florianiberg-Zug ist ein bis zu 100 m mächtiger Komplex von grauen und braunen Rauchwacken, gelben und braunen, meist mylonitischen Kalken und braunen Tonschiefern mit einzelnen grauen und braunen Dolomitlagen im Mitteldevon. Anton Schäfer fasste diese Lithologie aufgrund ihrer farblich charakteristischen Anwitterung als Braungesteine zusammen. Am Osthang befinden sich Einschaltungen von Eggenberger Brekzie. Das ungefähr nord-süd-streichende devonische Schichtpaket fällt durchschnittlich 30° gegen Westen und wird von einer Bruchtektonik mit Hauptrichtung Ost-West bestimmt. Der Bergzug ist in einzelne Blöcke mit verschiedener Streichrichtung zerlegt, die teilweise auch innerhalb dieser Einheiten variiert. Die großteils dickbankigen Karbonatgesteine reagierten mit Zerbrechen auf die tektonische Beanspruchung.

### Karsthydrologie

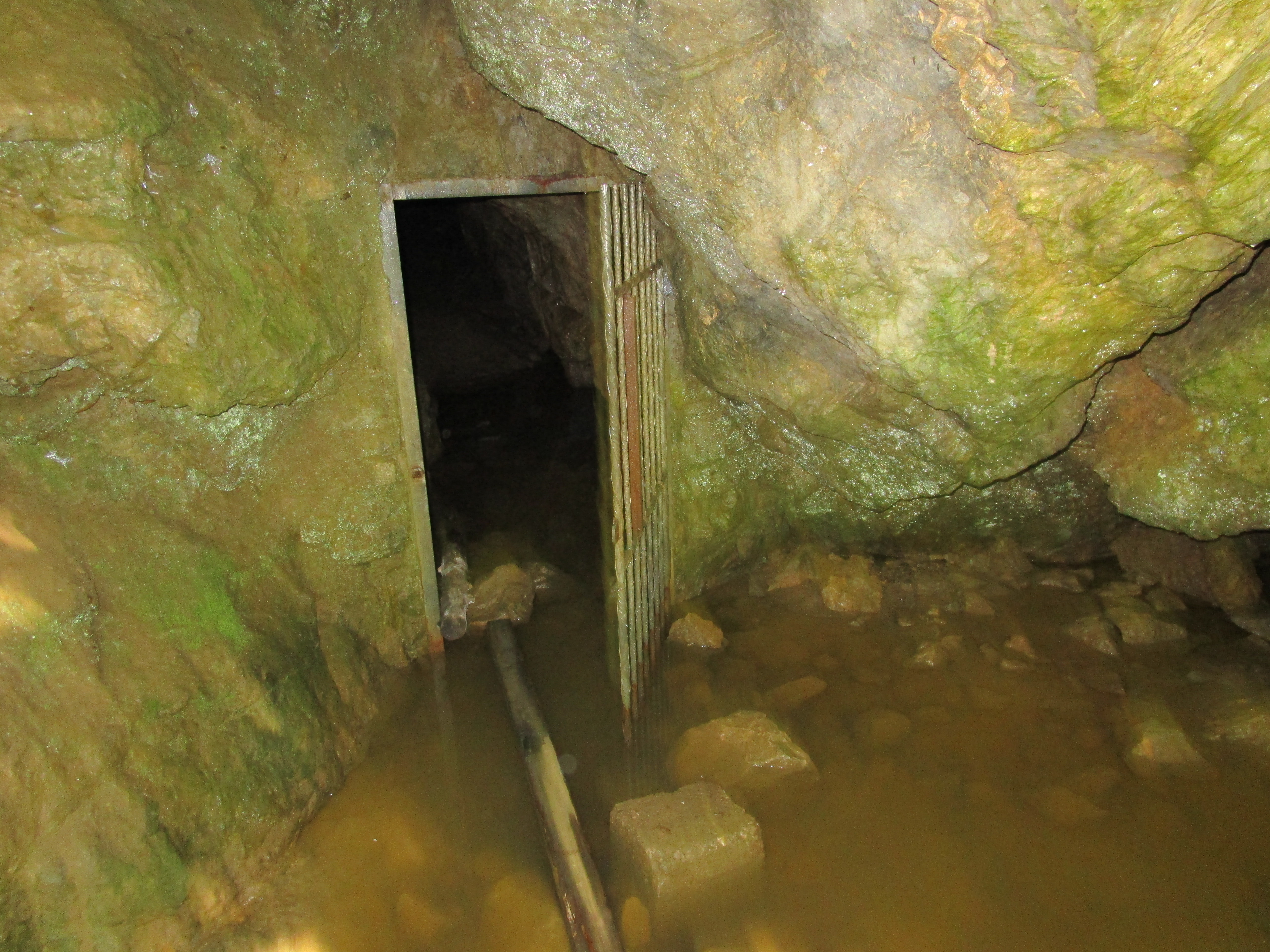
Eingang zur Eisbründlhöhle nach hochsommerlichem Niederschlag

Im Zuge dieser Vorgänge entwickelten sich ausgeprägte und tiefgreifende Klüfte, die die Entstehung von Karstphänomenen wie Höhlen, Schläuchen und Dolinen ermöglichten. Im Anschluss an die intramiozäne Verkarstung wurde der Höhenzug bis über die Kammpartien unter Lockersedimenten begraben. Die Wiederausräumung im Riß/Würm-Interglazial erfolgte aufgrund der Tiefenschurfwirkung der Mur asymmetrisch, sodass der Osthang des Buchkogels ein konkaves Profil aufweist. Durch diese Ausräumung der neogenen Lockersedimente entstand auf der Westseite der bis zu 40 m tief eingesenkte Feliferhof-Kessel, ein Blindtal mit zahlreichen Dolinen, die zu kleinen Poljen zusammenwuchsen. Die spärlichen Gerinne gelangen durch einen Ponor, die 443 m ü. A. gelegene Feliferhofhöhle, in das Berginnere und treten am Ostfuß des Buchkogels durch die etwa 70 m tiefer liegende Eisbründlhöhle (Bründl, Kataster-Nr. 2793/1) wieder aus. Auf dieser Höhe treffen die devonischen Gesteine auf die stark verlehmte und somit stauend wirkende Rißterrasse, in die sich der Bründlbach in der Folge einschneidet. Die unterirdische Verbindung an der schmalsten Stelle des Höhenzuges konnte in den 1950er-Jahren mithilfe von Färbeversuchen bestätigt werden. Der Berg verfügt damit über ein geschlossenes Karstwassersystem, das jedoch nicht mit dem Grundwasserkörper des Grazer Feldes in Kontakt steht.

## Flora und Fauna
Der großteils im Besitz der Gebäude- und Baumanagement GmbH Graz (GBG) befindliche Buchkogel ist weitgehend von einem thermophilen Laubmischwald bestanden. Als bestimmende Baumart tritt die Rotbuche auf, von der sich möglicherweise der Name des Berges ableitet. Weitere Vertreter des trockenwarmen Standortes sind Feldahorn, Traubeneiche, Vogelbeere, Winterlinde und Wolliger Schneeball. Aufgeforstete Fichtenbestände sind eher selten vorzufinden. Bei St. Johann und Paul richtete die GBG im Jahr 2014 eine Naturwaldzelle ein mit dem Ziel, die Artenvielfalt in diesem Bereich zu steigern. Die weitläufigen Mischwälder am westlichen Stadtrand leisten neben der Erholungsfunktion einen wichtigen Beitrag zur Regulierung des Stadtklimas, insbesondere der Lufthygiene.
Neben dem Plabutsch bietet der Buchkogel Lebensraum für Gämsen, deren Stückzahl im Grazer Stadtgebiet im September 2018 auf 50 bis 70 geschätzt wurde. 2001/02 wurde der Bereich Ölberg bis Buchkogel im Zuge einer Brutvogelkartierung durch BirdLife Steiermark als ornithologisch wichtiges Teilgebiet ausgewiesen. Demnach kommen die gemäß Richtlinie 92/43/EWG (Fauna-Flora-Habitat-Richtlinie) geschützten Grauspecht, Grünspecht, Hohltaube, Schwarzspecht, Schwarzstorch und Sperber vor. Der ebenfalls anzutreffende Sperlingskauz konnte als Brutvogel nicht bestätigt werden. Am Feliferhof nisten außerdem Kleinspecht und Neuntöter. Vier der genannten Vogelarten (Grünspecht, Hohltaube, Kleinspecht und Sperber) befinden sich auf der Roten Liste gefährdeter Arten.

## Geschichte

### Archäologische Funde

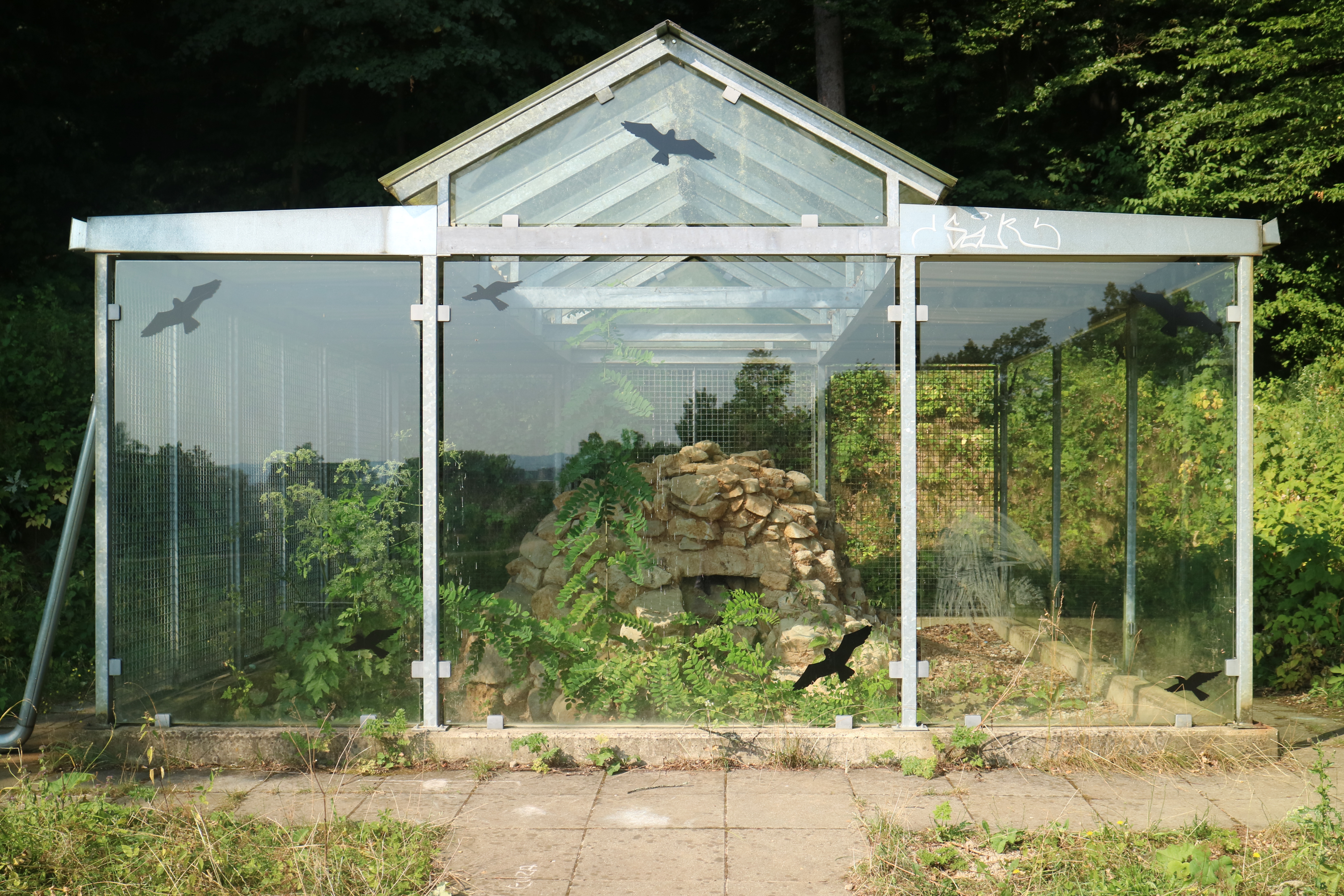
Glashaus mit Tumulus

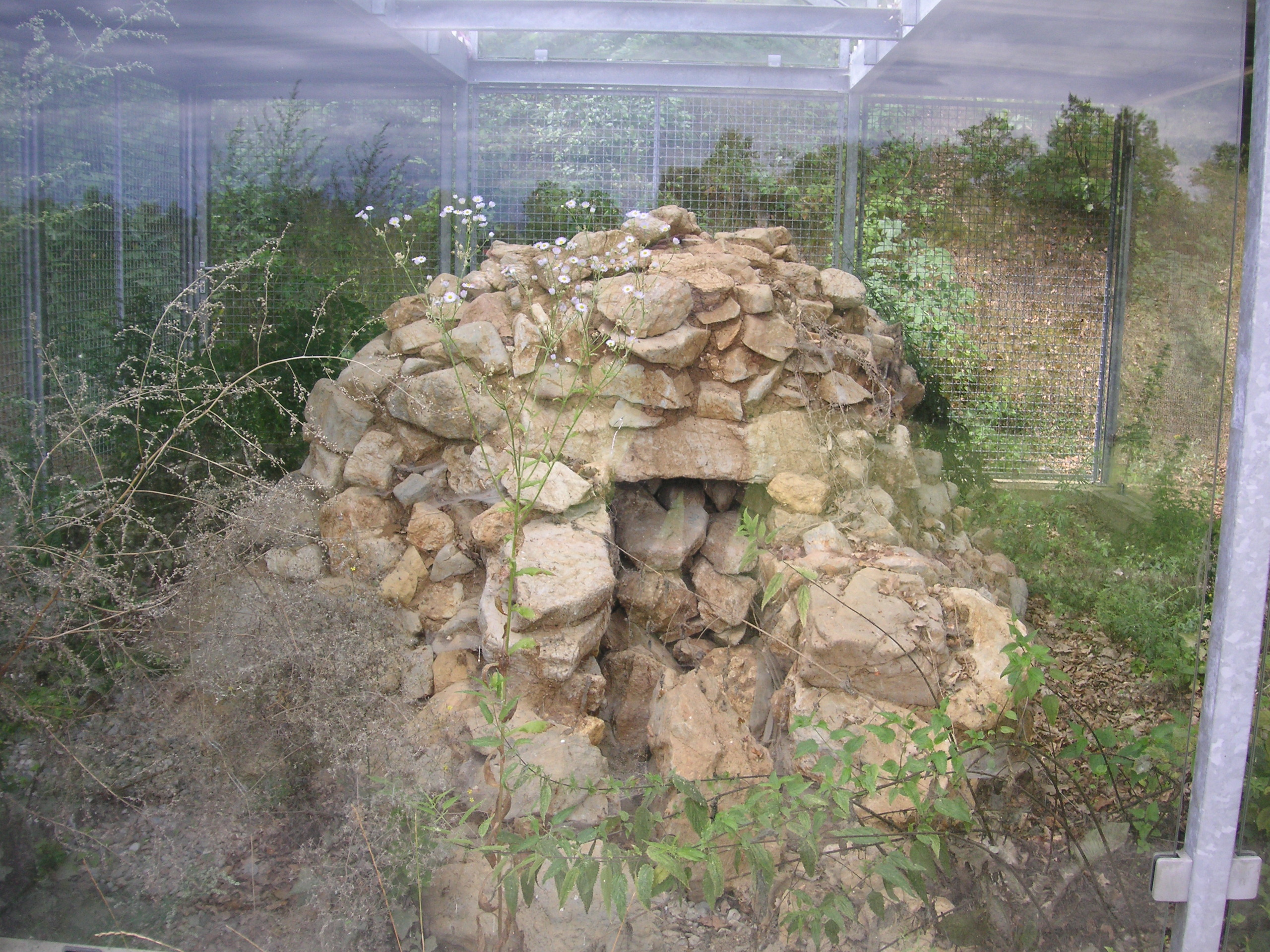
Ausgestellter Tumulus

Am nördlichen Ausläufer des Buchkogels existieren in unmittelbarer Nähe der Kirche St. Johann und Paul die ältesten Siedlungsreste im Grazer Stadtgebiet. 2004 zunächst von Diether Kramer um 4000 v. Chr. geschätzt, konnten zwei Häusergrundrisse nach genauerer Untersuchung auf die Zeit um 3500 v. Chr. datiert werden. Bei den Häusern handelte es sich um strohgedeckte Pfostenbauten samt Palisadenzaun. Bei den Ausgrabungen wurden außerdem ein steinernes Beil, Spinnwirteln und Webgewichte gefunden, die auf das Vorhandensein einer Feuersteinwerkstätte hinweisen. Die Funde werden mit der Lasinja-Kultur in Verbindung gebracht, die während der Kupfersteinzeit aus Südosteuropa in den Alpenraum einwanderte.
Am Ostfuß des Buchkogels befindet sich zwischen St. Martin und den Bründlteichen eines von rund 15 römerzeitlichen Gräberfeldern im Grazer Stadtgebiet. Das seit dem 15. Jahrhundert bekannte Gräberfeld umfasst mindestens 18 Tumuli, die als „Hügelgräbergruppe Bründlteiche“ zusammengefasst werden. In den Jahren 2003 und 2004 wurden drei Hügelgräber von Archäologen des Vereins Archäologieland Steiermark erstmals ausführlich untersucht. Der im Zentrum direkt am Waldrand gelegene Hügel 1 erwies sich als bedeutendste der Fundstätten und gab erstmals in Graz ein vollständig erhaltenes Römergrab frei. Der in Bienenkorbform ausgeführte Bau besteht aus mit Lehm verschmiertem Kalkstein und verfügt über einen Dromos und eine nahezu unversehrte Grabkammer. Die annähernd runde Kammer mit einem Durchmesser von 2,8 und einer Höhe von 1,4 m enthielt Reste von zwei bis drei Bestattungen sowie intakte Grabbeigaben. Neben einer gänzlich erhaltenen Dreifußschale und den Scherben eines Trinkbechers befand sich im Inneren eine Kupfer- oder Bronzemünze aus der Zeit des Kaisers Antoninus Pius, mit deren Hilfe das Grab ins 2. Jahrhundert n. Chr. datiert werden konnte. Die Art des Grabeinbaus ist für den Raum Nordoststeiermark und das Burgenland typisch. Die beiden anderen Gräber zeigten Plünderungsspuren, lieferten aber dennoch Fundstücke wie Fragmente eines Keramiktopfes, Glasbruchstücke und eine weitere Münze. Hügel 1 wurde mit einer Stahl-Glas-Konstruktion überdacht und zugänglich gemacht, die beiden benachbarten Fundstätten wieder zugeschüttet. Das für steirische Verhältnisse in einzigartigem Erhaltungszustand befindliche Gräberfeld steht unter Denkmalschutz.

### Erzabbau
Am Buchkogel bildeten sich in den Karstschloten und Karren nachalpidisch Limonitvererzungen (Brauneisensteine). Die Lagerstätte ist an eine mächtige, etwa nord-süd-streichende Kluft gebunden und wurde, wie aus Schlackefunden hervorgeht, bereits im Mittelalter genutzt. Vermutungen einer norischen oder römischen Eisenverhüttung konnten nicht bestätigt werden. Die neuzeitliche Erschließung der Lagerstätte erfolgte im Vorfeld des Zweiten Weltkriegs. 1938 war das Erzvorkommen am Buchkogel durch einen Freischurf gedeckt, dessen Mittelpunkt sich im Bereich des Westhangs etwa 400 m nördlich der Rudolfswarte befand. Die Brauneisensteine wurden durch Röschen verfolgt, in einem 40 m langen, bis zu 6 m breiten Tagverhau wurden etwa 20 t Erze gewonnen. Proben gelangten in die Maschinenfabrik Andritz, ins Eisenwerk Sulzau-Werfen und nach Singen (Hohentwiel). Die Analysen ergaben 61,8 % Eisen mit geringen Mengen von Siliciumdioxid und Mangan.

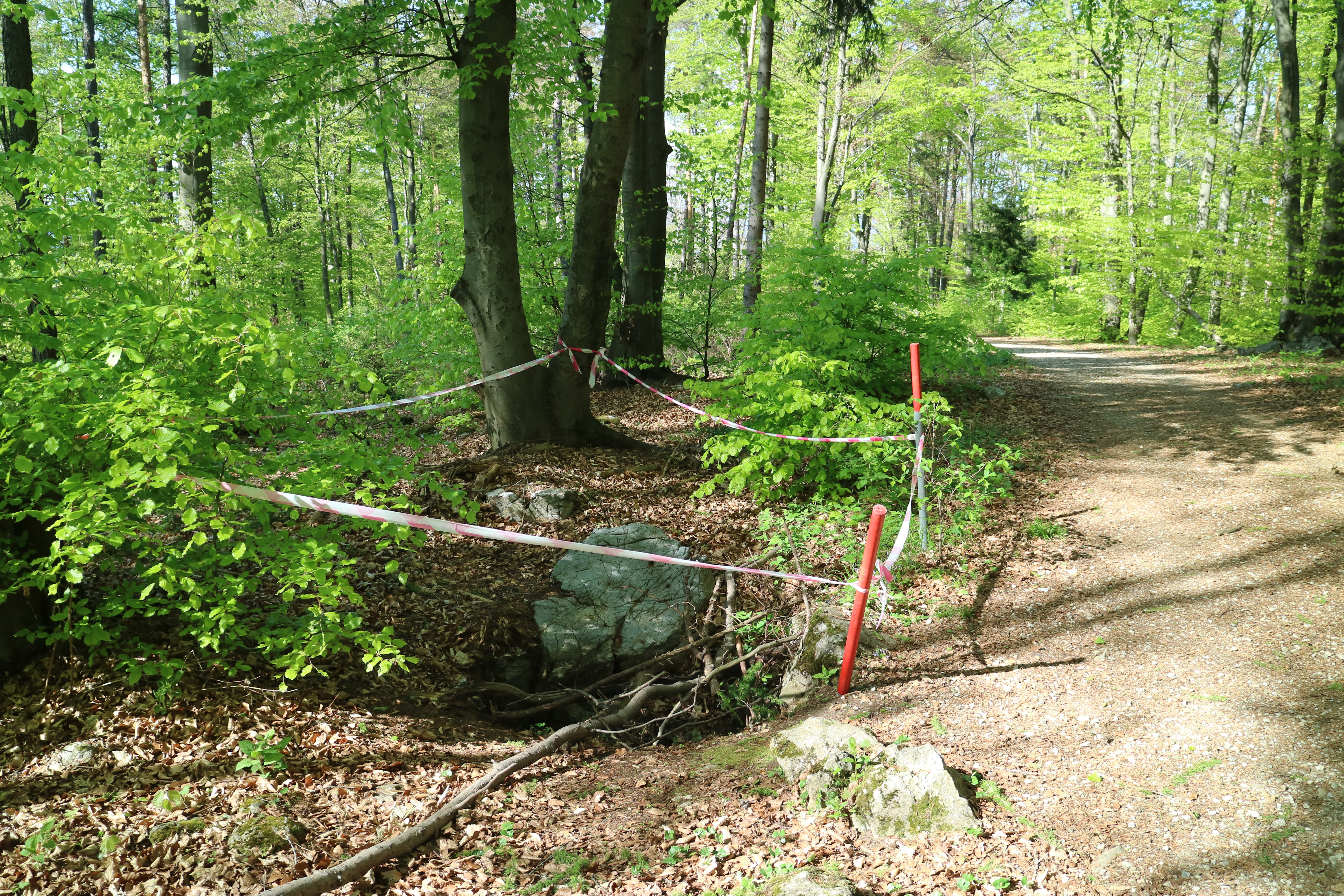
Rezente Pinge unweit der Warte

In der Folge wurde die Lagerstätte am Westhang durch Stollen aufgeschlossen. Zur Abförderung der Erze wurde ein 450 m langer und im oberen Teil 40° steiler Bremsberg angelegt. Kürzere, flachere Beförderungsanlagen wurden zum Bründl errichtet, wo sich zur Lagerung ein Erzbunker befand. Weitere Aufschlüsse erfolgten durch ein Gesenk und einen Stollen im Bereich der Kopfstation des Bremsberges nahe dem Buchkogelsattel. Die Mächtigkeit der Lagerstätte wechselte stark und erreichte im Durchschnitt nur 0,25 m. Laut O. M. Friedrich wurden ab 1939 „angeblich“ etwa 50.000 t Erze aufgeschlossen, jedoch wurde nur ein Bruchteil davon tatsächlich abgebaut. Ein Ansuchen um Freifahrung wurde 1940 vom Revierbergamt Graz abgelehnt. 1943 lieferten fünf Arbeiter einen monatlichen Ertrag von 40 bis 50 t, wobei 70 % auf Eisenerze und 30 % auf Farberze entfielen. Erstere wurden als Zuschlag für Siemens-Martin-Öfen nach Karwin-Trzynietz und Düsseldorf geliefert, die Farberze gingen an eine Farbenfabrik in Gösting und die Ultramarinfabrik Weitenegg in Weitenegg. 1944 trieb man am Westhang unterhalb des bestehenden Stollens einen weiteren gegen die Lagerstätte vor. Da die Belegschaft dienstlich zum Bau von Luftschutzanlagen verpflichtet wurde, machte der Bergbau allerdings nur langsam Fortschritte.
Nach Kriegsende und Verfall des Bremsberges suchte man in der Umgebung nach weiteren Erzvorkommen und fand diese in einem Steinbruch beim Bründl, im Schwarzbruch bei Wetzelsdorf und am Kollerberg. Die Tagbaue wurden unter der Bezeichnung „Eisensteinbergbau Buchkogel“ zusammengefasst und brachten in den ersten beiden Nachkriegsjahren insgesamt 1373 t Ocker und 232 t Satinober. Trotz hoher Qualität und Mangels dieses Rohstoffs wurde der Erzbergbau am Buchkogel im Jahr 1948 endgültig eingestellt.

## Tourismus

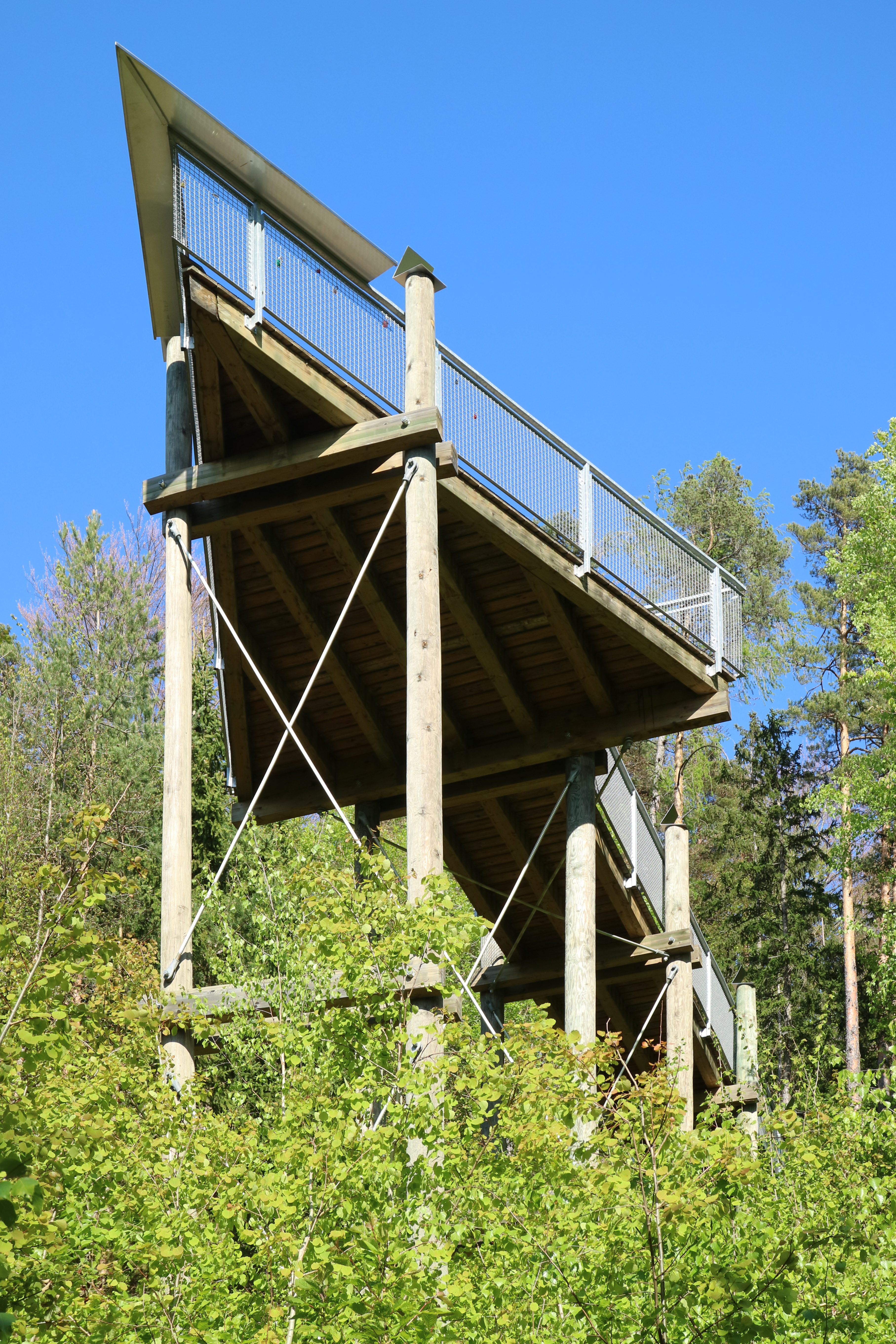
Aussichtsplattform „Westblick“

Der Buchkogel gehört neben dem Plabutsch und der Platte zu den beliebtesten Ausflugszielen am Grazer Stadtrand. Insbesondere Wanderer und Mountainbiker nutzen den fast durchgehend bewaldeten Stadtberg zur Freizeitgestaltung. Ein dichtes Netz an Wanderwegen und Forststraßen überzieht vor allem die der Stadt zugewandte Ostseite des Berges. Lediglich der Nordwesthang ist aufgrund des großflächig eingezäunten Bundesheer-Schießplatzes Feliferhof für die Öffentlichkeit unzugänglich. Entlang des Kammes führt die weststeirische Variante des Mariazeller Weges. Der Weitwanderweg deckt sich in diesem Abschnitt mit dem Kernstockweg, der 1925 auf Vorschlag von Ernst Coelln, Ehrenmitglied des Steirischen Gebirgsvereins, errichtet wurde und den gesamten Plabutsch-Buchkogel-Zug überquert. Ein bekannter Zustieg führt von St. Martin vorbei am Ansitz Hochkofler und den Ruinen einiger Weinberghäuser sowie über den „Oacherlsteig“ zum Gasthof Orthacker und von dort direkt zum Gipfel. Nordwestlich von St. Martin befindet sich ein Waldlehrpfad. Als mit öffentlichen Verkehrsmitteln erreichbarer Ausgangspunkt kann die Bushaltestelle Ankerstraße (Graz Linien 31 und 62) in Webling dienen.
Auf dem Buchkogel steht seit 1879 die 11 m hohe Kronprinz-Rudolf-Warte (kurz Rudolfswarte) aus Eisen, die zuletzt 2017 renoviert wurde und Ausblick auf das Grazer Stadtgebiet gewährt. Ein achteckiges Vorgängerbauwerk aus Holz hatte bereits seit 1840 bestanden. Die historische Aussichtswarte ist dem Kaisersohn und Thronfolger Rudolf von Österreich-Ungarn gewidmet. 2010 wurde am Westhang des Berges auf 567 m ü. A. mit der Aussichtsplattform „Schau-West“ oder „Westblick“ ein modernes Aussichtsbauwerk eröffnet. Die 25 m lange, pfeilförmige Holzkonstruktion wird von fünf bis zu 12,9 m hohen Stützenpaaren getragen und ist barrierefrei zugänglich. Der Ausblick reicht über das Weststeirische Hügelland bis zu den Randgebirgen von Stubalpe und Gleinalpe.